# Třebnice (Meclov)
Třebnice (německy Trebnitz) jsou vesnice, část obce Meclov v okrese Domažlice v Plzeňském kraji. V roce 2011 zde trvale žilo 244 obyvatel.

## Historie
První písemná zmínka o vesnici pochází z roku 1369. Vesnice je pravděpodobně již raně feudálního původu, odedávna patřila k panství Horšovský Týn. Roku 1427 patřila obec plebiánství. Roku 1539 král Ferdinand I. týnské panství předal Janu mladšímu z Lobkovic. Po bitvě na Bílé hoře r. 1622 byly statky prodány hraběti Maxmiliánovi Trattmannsdorfovi; v jeho držení byly Třebnice až do roku 1848. V letech 1938 až 1945 byly Třebnice v důsledku uzavření Mnichovské dohody přičleněny k nacistickému Německu.

## Obyvatelstvo
| Rok            | 1869 | 1880 | 1890 | 1900 | 1910 | 1921 | 1930 | 1950 | 1961 | 1970 | 1980 | 1991 | 2001 | 2011 | 2021 |
| -------------- | ---- | ---- | ---- | ---- | ---- | ---- | ---- | ---- | ---- | ---- | ---- | ---- | ---- | ---- | ---- |
| Počet obyvatel | 277  | 265  | 255  | 271  | 285  | 305  | 301  | 169  | 177  | 216  | 175  | 183  | 213  | 244  | 255  |
| Počet domů     | 44   | 48   | 48   | 51   | 51   | 52   | 59   | 52   | 91   | 44   | 39   | 39   | 53   | 62   | 69   |

## Obecní správa
Při sčítání lidu v letech 1850–1980 Třebnice byly samostatnou obcí, se kterým patřily nejprve do okresu Horšovský Týn (v letech 1850–1910 Horšův Týn), ale od roku 1960 v okrese Domažlice. Od 1. července 1980 jsou částí obce Meclov v okrese Domažlice. V letech 1850–1879 a v letech 1950–1980 k obci patřil Bozdíš a v letech 1850–1879 a v letech 1961–1980 také Jeníkovice, Mrchojedy a Němčice.

## Pamětihodnosti
- škola při plebánství (faře)
- místní hřbitov, založen v roce 1788

### Kostel svaté Jiljí

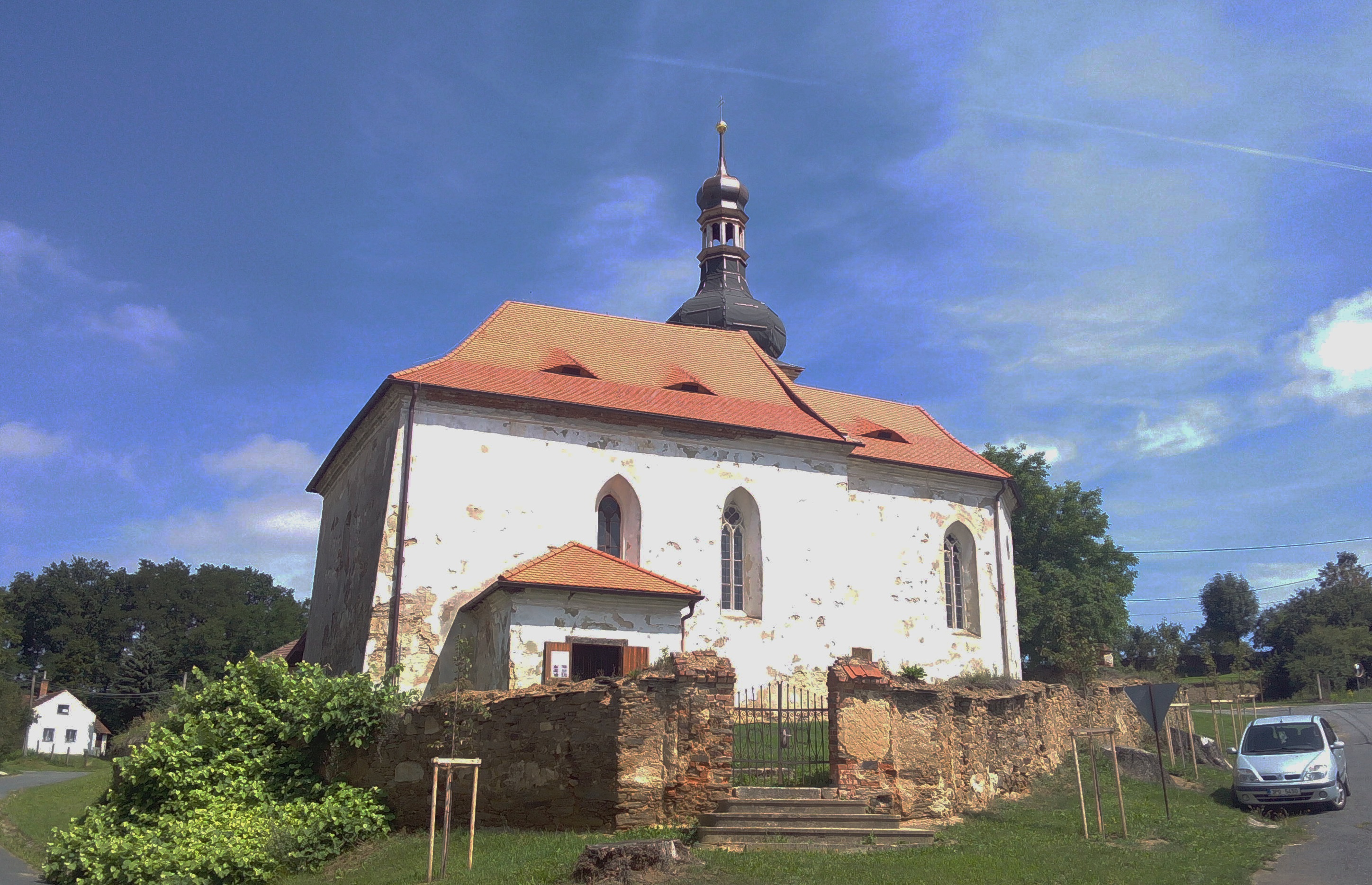
Kostel svatého Jiljí

Kostel svaté Jiljí v Třebnicích je zmiňován již v roce 1384. Je to jednolodní gotický kostel s věží. Masivní zdivo kostela s malými okny připomíná pevnostní stavbu, kterou zřejmě pro obyvatele vesnice v blízkosti hranice kdysi byla. Presbytář je zaklenut žebrovou klenbou a v lodi je kazetový strop. Zařízení kostela je barokní a vytváří hezký výtvarný celek.
V důsledku zanedbání po druhé světové válce se dnes kostel nachází v havarijním stavu. Opravu si vyžaduje především strop a střešní krytina na celé budově. V polovině srpna 2007 spadla část římsy z jižní strany nad vstupem do kostela a další část římsy hrozí zřícením.
Římskokatolická farnost Domažlice, která kostel vlastní a využívá pro nedělní bohoslužby, podstoupila první kroky za účelem záchrany této významné památky. V říjnu 2007 byl přizván statik a během dalšího roku byla zpracována technická dokumentace (celkový projekt) pro stavební úpravy kostela. V roce 2008 bylo provedeno provizorní zajištění poškozené římsy. Výdaje spojené s těmito náklady (asi 45 000 Kč) farnost uhradila z vlastních zdrojů, tedy především z příspěvků věřících.[zdroj⁠?!]
Začátkem ledna 2009 vydal Městský úřad Horšovský Týn závazné stanovisko ohledně plánovaných oprav kostela a uznal jeho obnovu za přístupnou. Na základě tohoto dokumentu, projektové dokumentace a smlouvy o dílo se stavební firmou, podala Římskokatolická farnost Domažlice žádost na Ministerstvo Kultury ČR o příspěvek z tzv. havarijního programu.

## Galerie

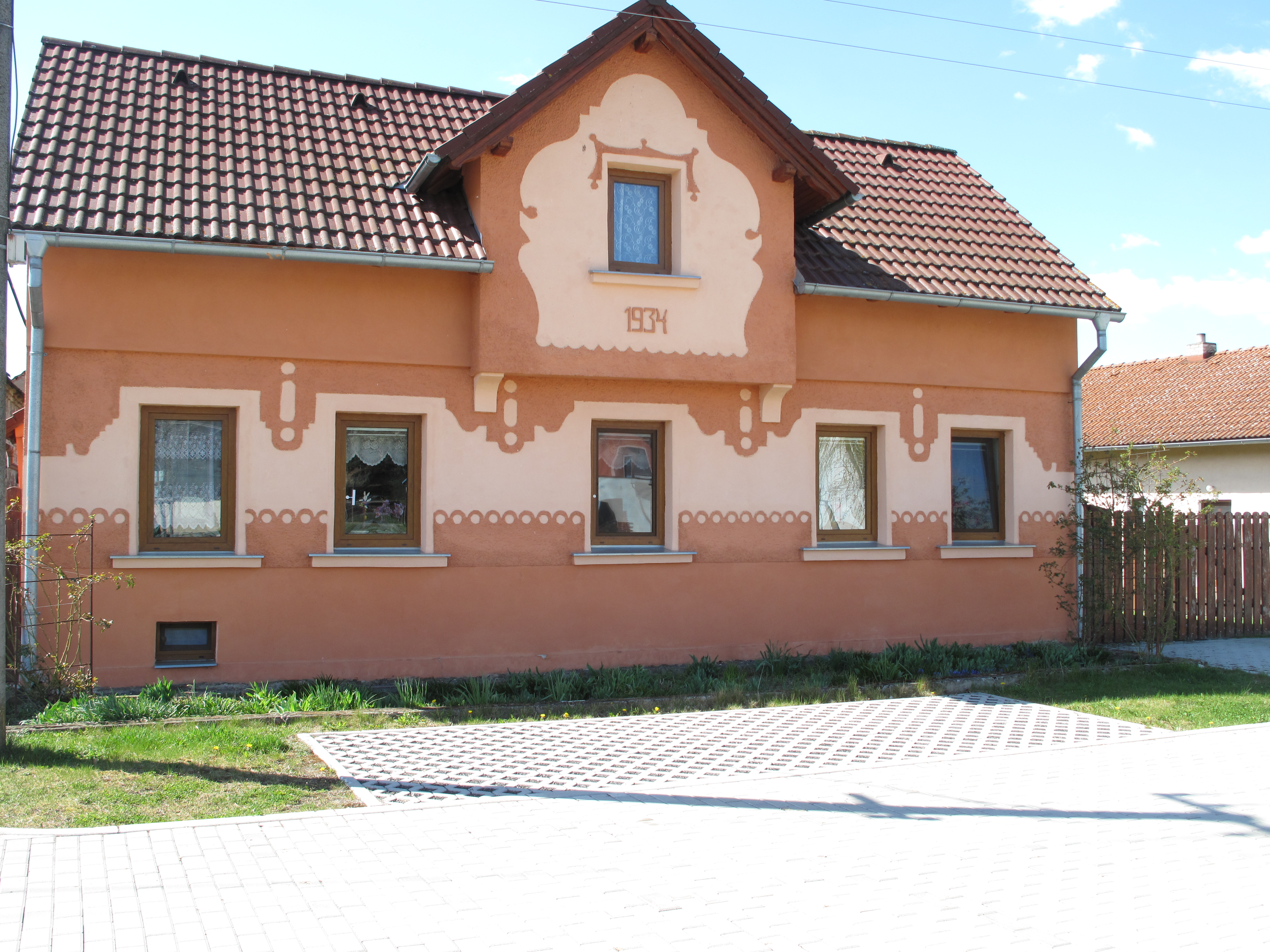
Dům
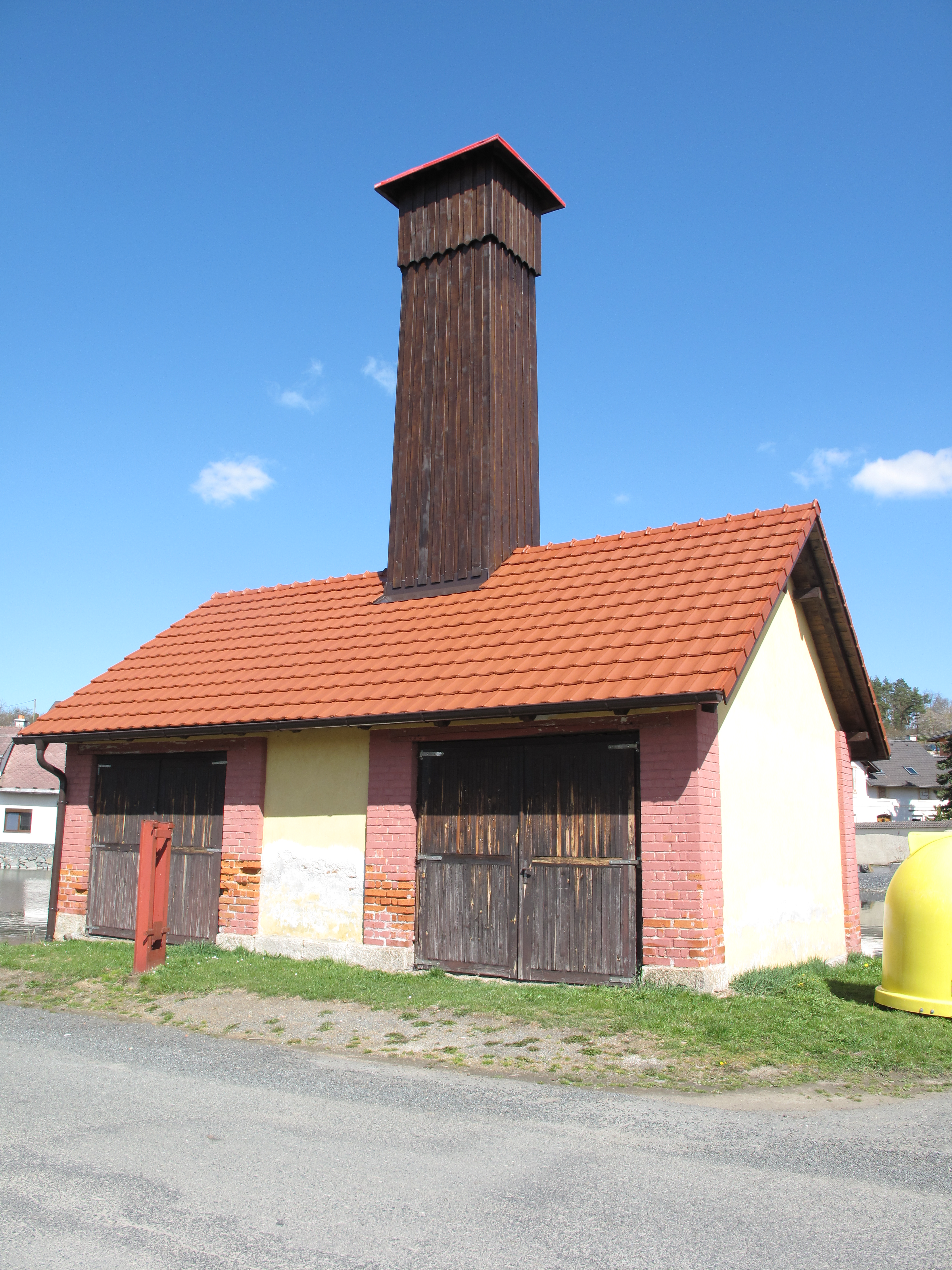
Požární zbrojnice
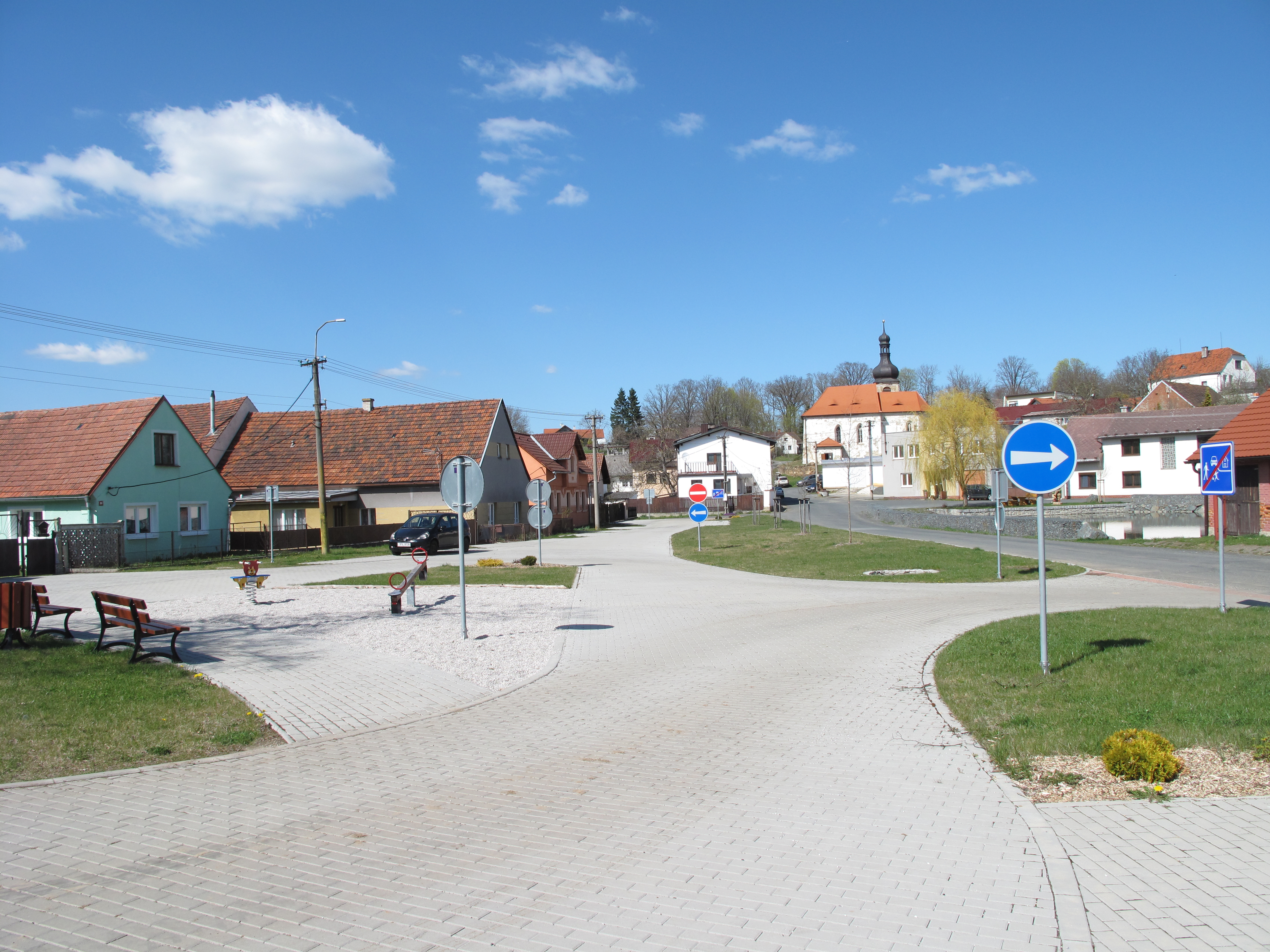
Náves